# إدوارد موس (ممثل)
إدوارد موس (بالإنجليزية: Edward Moss)‏ هو راقص وممثل أمريكي، ولد في 11 يوليو 1977 في لوس أنجلوس في الولايات المتحدة.

## أعمال

### أفلام
- (2006) فيلم مخيف 4

## وصلات خارجية
- إدوارد موس على موقع IMDb (الإنجليزية)
- إدوارد موس على موقع قاعدة بيانات الفيلم (الإنجليزية)